# Susan Horn
Susan Helen Dadakis Horn es una bioestadística estadounidense. Es científica sénior en el Instituto de Investigación de Resultados Clínicos, profesora en la Facultad de Medicina de la Universidad de Utah en el Programa de Innovación e Investigación de Servicios de Salud y miembro docente afiliado de la Facultad de Ciencias Médicas Weill Cornell. Es conocida por su trabajo en el desarrollo de modelos estadísticos computacionales para que los médicos los utilicen en la práctica para mejorar los resultados de la terapia.

## Carrera profesional
Susan D. Horn se graduó en la Universidad de Cornell en 1964 con una licenciatura en matemáticas, después de lo cual completó su doctorado en estadística por la Universidad de Stanford en 1968. De 1968 a 1992, fue profesora en la Universidad Johns Hopkins, donde realizó investigaciones, impartió cursos de matemáticas y servicios de salud, y dirigió el Programa de la Fundación Robert Wood Johnson de becas para profesores en finanzas de atención médica.

## Reconocimientos
Se convirtió en miembro de la Asociación Estadounidense de Estadística en 1978.

## Vida personal
Susan D. Horn está casada con Roger Horn, un matemático estadounidense y profesor de la Universidad de Utah. Tienen tres hijos. Su hija Ceres, de 16 años, murió en la colisión de trenes de Maryland en 1987 cuando regresaba a la Universidad de Princeton desde la casa familiar en Baltimore para sus exámenes finales de otoño del primer año. Roger presentó un testimonio sobre el accidente ante el Subcomité de Transporte del Senado de los Estados Unidos.